# John Lloyd Williams
John Jordan Lloyd Williams (Egyesült Királyság, Ostwestry, 1894? - ?) walesi származású brit katona, repülős, az első világháború idején szerzett öt győzelme révén ászpilóta.

## Élete

### ifjúkora
Lloyd Williams Walesben, valószínűleg a Denbighshire területén fekvő Ostwestryben, 1894. harmadik negyedévében született.

### Katonai pályafutása
Az első világháború kitörése után lépett be a légierőhöz és a 111. brit repülőszázadhoz került pilótaként. Első légi győzelmét 1917. október 8-án szerezte egy Albatros D.III típusú gép lelövésével egy másik bajtársával közösen. Második győzelmét néhány nappal később szerezte meg, ezúttal is egy Albatros típusú gép lelövésével, megosztva társával. Harmadik légi győzelmére a hónap végén, október 30-kán tett szert egy német kétüléses repülőgép ellen, Arthur Peck kapitánnyal együtt. A negyedik és az ötödik győzelmét 1917. november 6-kán és november 8-kán szerezte, egy Rumpler C és egy Albatros D.III-mas ellen, szintén Peck kapitánnyal közösen.
Minden győzelmét Bristol F.2b típusú gépével érte el. Érdemeiért 1918 tavaszán megkapta a brit Katonai Keresztet többek közt „feltűnő bátorságáért és odaadásáért”.

### Légi győzelmei
| Sorszám | Dátum             | Egység                 | Repülőgép    | Ellenfél       |
| ------- | ----------------- | ---------------------- | ------------ | -------------- |
| 1       | 1917. október 8.  | 111. brit repülőszázad | Bristol F.2b | Albatros D.III |
| 2       | 1917. október 15. | 111. brit repülőszázad | Bristol F.2b | Albatros D.III |
| 3       | 1917. október 30. | 111. brit repülőszázad | Bristol F.2b | Kétüléses      |
| 4       | 1917. november 6. | 111. brit repülőszázad | Bristol F.2b | Rumpler C      |
| 5       | 1917. november 8. | 111. brit repülőszázad | Bristol F.2b | Albatros D.III |

## Lásd még
- Első világháború
- Wales